# Tụ hóa

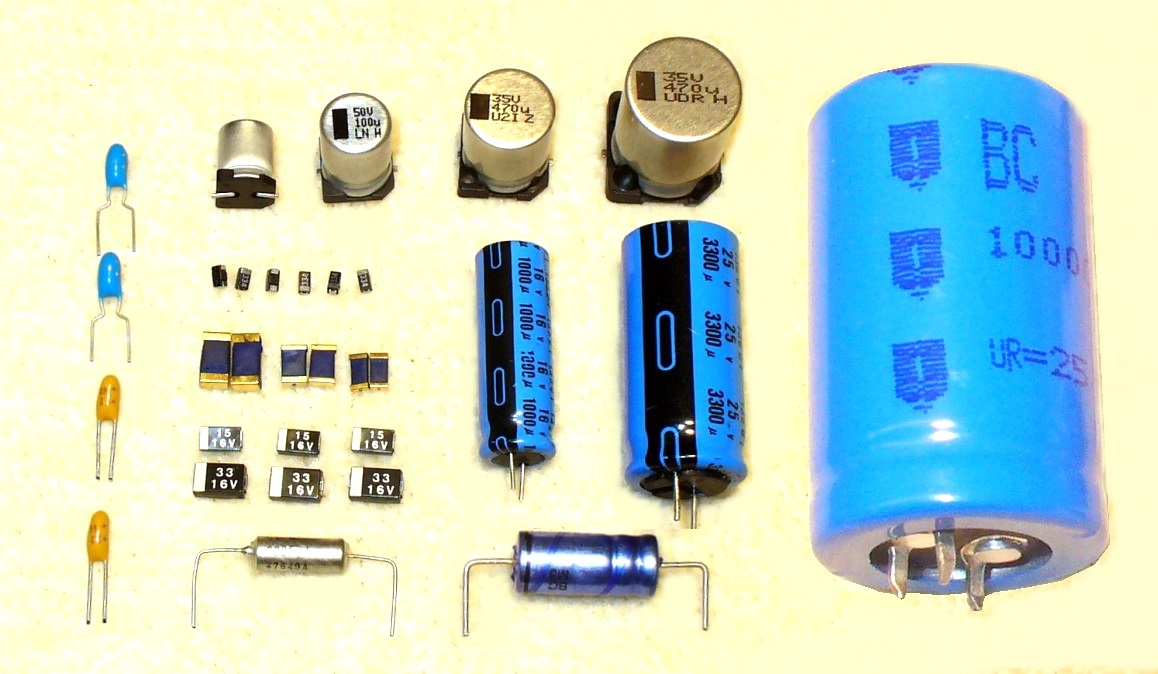
Tụ điện điện phân

Tụ hoá hay Tụ điện điện phân (tiếng Anh: electrolytic capacitor) là một loại tụ điện có phân cực. Nó có anode (+) được làm bằng kim loại đặc biệt được xử lý bề mặt để tạo lớp oxyt cách điện. Sau đó chất điện phân rắn hoặc không rắn (non-solid) được phủ lên mặt lớp oxyt để tạo ra cathode.
Do lớp oxyt cách điện cực mỏng, tụ hoá đạt được điện dung lớn trên mỗi đơn vị thể tích so với nhiều loại khác, có ý nghĩa quan trọng trong các mạch có tần số thấp và cường độ dòng điện cao. Nó được dùng nhiều trong các bộ lọc cung cấp nguồn, nơi mà điện tích lưu trữ cần cho việc điều tiết điện áp ra và sự dao động của dòng điện, trong chỉnh lưu ngõ ra, và đặc biệt khi thiếu nguồn pin sạc để cung cấp dòng điện tần số thấp.

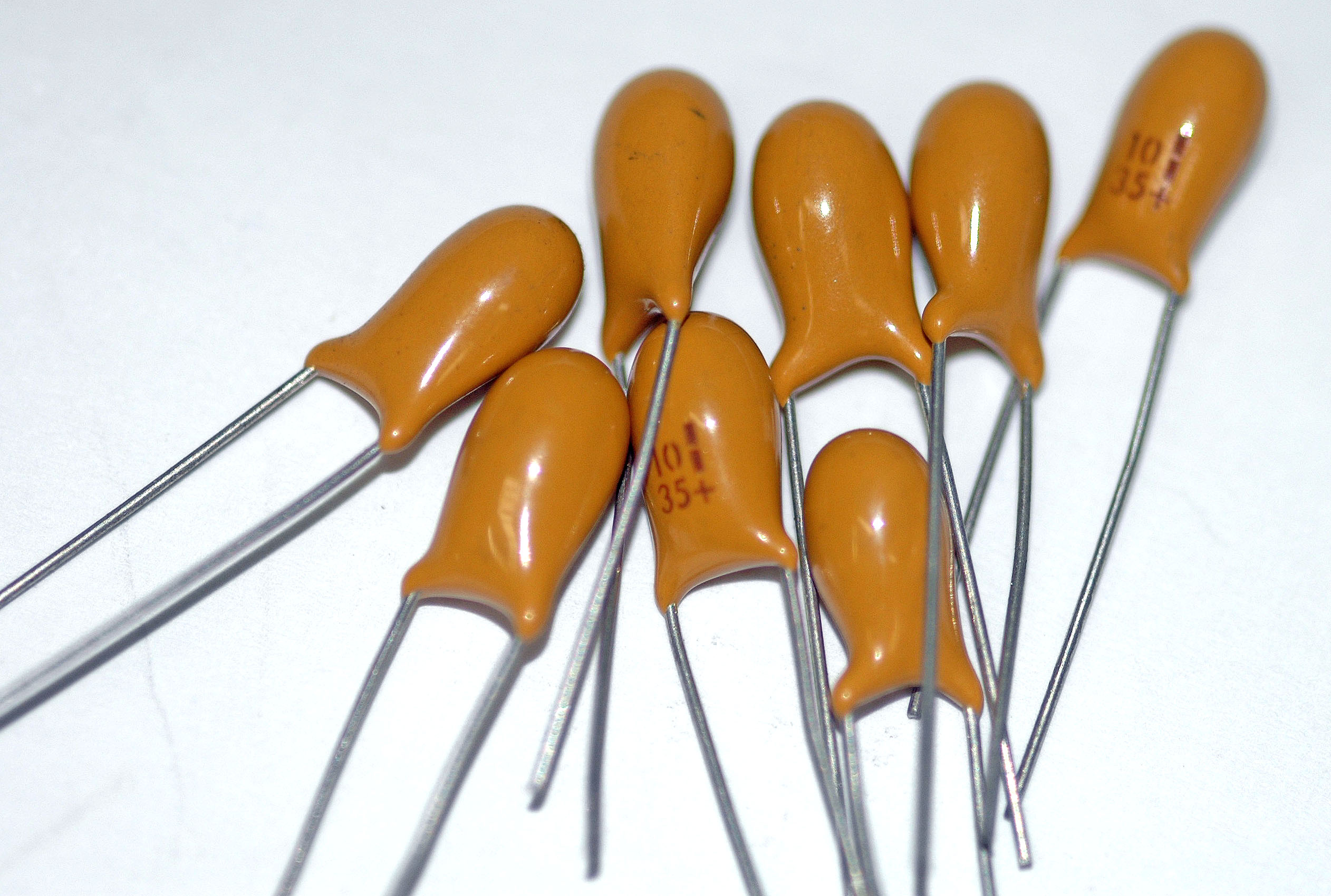
Tụ hoá tantali 10 µF 30 VDC chất điện phân rắn.

## Cấu tạo
Tụ có anode (+) được làm bằng kim loại đặc biệt được xử lý bề mặt để tạo lớp oxyt cách điện. Sau đó chất điện phân rắn hoặc không rắn (non-solid) được phủ lên mặt lớp oxyt để tạo ra cathode. Chúng được cuộn lại, lắp các chân nối và đặt vào bên trong lớp bọc bằng nhôm hình trụ.
Chia theo vật liệu sử dụng thì có:
- Tụ hóa nhôm: Là tụ phổ biến nhất
- Tụ hóa tantali: Tụ điện tantali đắt hơn rất nhiều so với tụ điện bằng nhôm, và thường dùng với điện áp thấp, nhưng chúng có điện dung cao hơn rất nhiều trên mỗi đơn vị thể tích và được dùng cho các ứng dụng thu nhỏ như điện thoại di động.
- Tụ hóa niobi
- Tụ polyme, tụ OS-CON

## Phân cực
Tụ điện điện phân có sự phân cực, không giống như hầu hết tụ điện khác. Điều này là do lớp aluminum oxide được giữ yên chỗ bởi điện trường, và khi đảo cực, nó sẽ hòa tan vào electrolyte. Điều này làm xảy ra đoản mạch giữa electrolyte và aluminum. Chất lỏng sẽ nóng lên và tụ điện có thể phát nổ.
Lớp aluminium oxide là dielectric, và độ mỏng của lớp này, cùng với khả năng chịu đựng một điện trường với cường độ khoảng 109 volts per metre, làm tạo ra dung tích cao của tụ điện.
Các tụ điện hiện đại có van an toàn trên một mặt tròn để thông thoáng khí/chất lỏng nóng, nhưng tiếng nổ vẫn có thể lớn. Sự phân cực đúng đắn được viết ra trên gói bởi một lằn với dấu âm và có thể là những mũi tên, ký hiệu cực ngay cạnh đó âm hơn cực còn lại.
Tụ điện phân sẽ có hành vi giống như bất cứ tụ điện nào khác nếu cực bị nghịch đảo, cho đến điểm chúng bị hủy. Đây là lý do duy nhất cho yêu cầu về phân cực. Đa số vẫn chịu đựng nếu không có sự đảo cực (điện một chiều) hoặc chỉ điện xoay chiều, và có thể chịu sự đảo cực trong một khoảng thời gian, nhưng mạch điện nên được thiết kế sao cho không có sự đảo cực không đổi trong một lượng thời gian lớn. Một sự phân đúng cực không đổi sẽ làm tăng tuổi thọ của tụ điện.

## Các biến thể

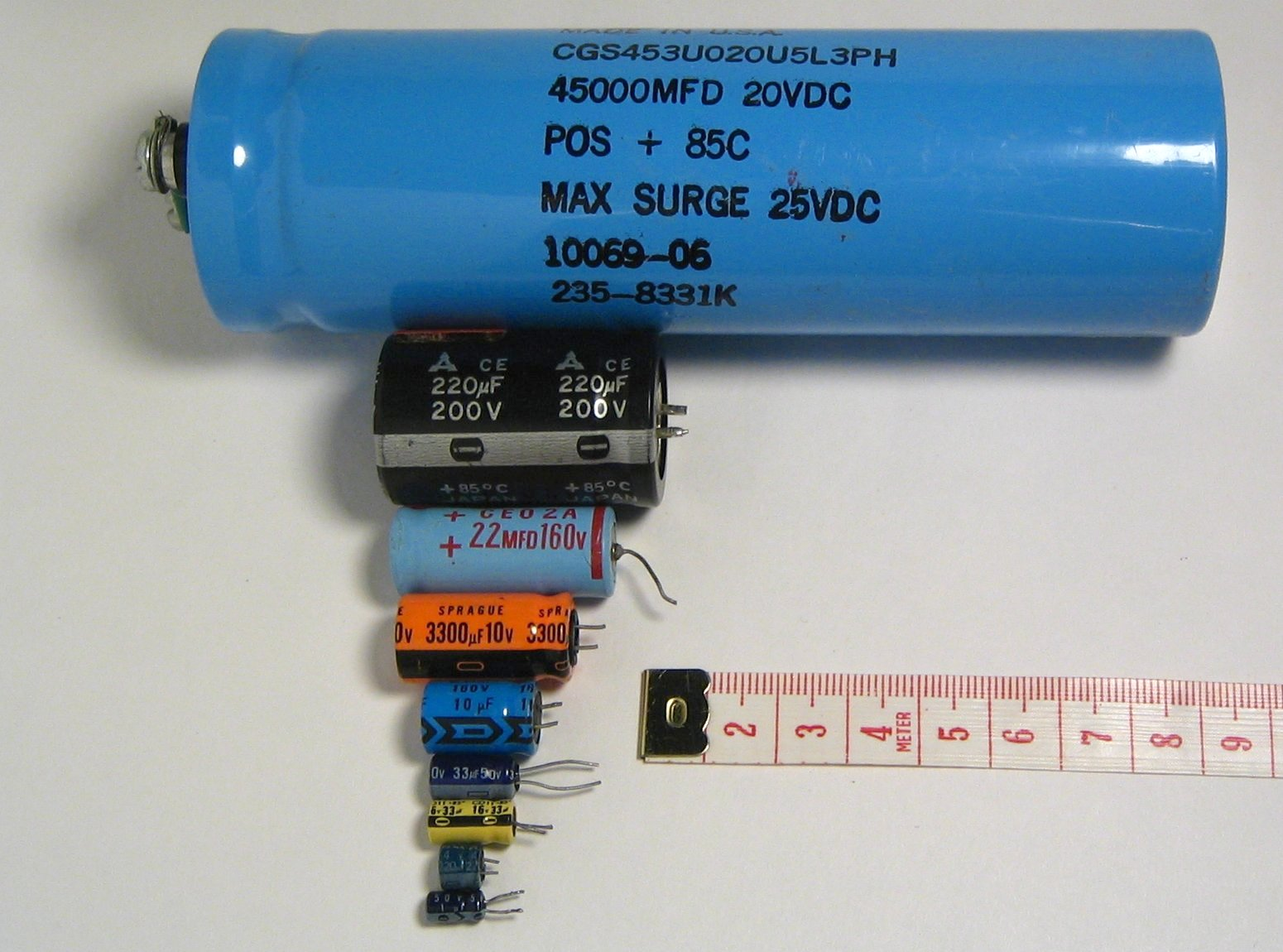
Tụ điện điện phân với các kích cỡ khác nhau

Khác với tụ điện mà dùng một khối lượng chất điện môi làm từ các nguyên liệu cách điện, chất điện môi trong tụ điện điện phân phụ thuộc vào việc hình thành và duy trì của lớp oxide kim loại cực nhỏ. So với tụ điện dùng chất điện môi, chất điện môi rất mỏng này cho phép điện dung lớn hơn trên mỗi đơn vị thể tích. Tụ điện điện phân thường dùng một hóa chất làm ướt bên trong, và chúng cuối cùng sẽ hỏng khi nước bên trong tụ điện bốc hơi.

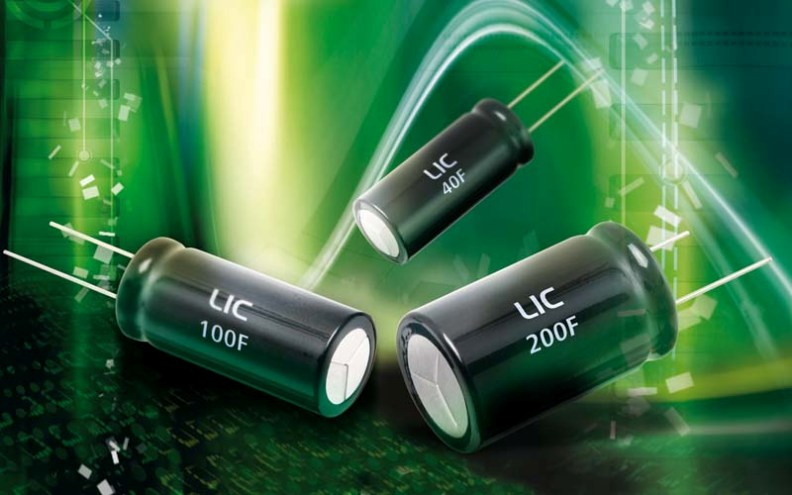
Tụ Li ion 200 F cho mạch in

## Siêu tụ điện
Siêu tụ điện (Supercapacitor) là các tụ hoá được chế theo công nghệ mới, như tụ điện lớp kép EDLS (Electric double-layer capacitor) hay tụ điện Lithium-ion. Chúng đạt được mật độ điện dung lớn hơn tụ hoá thường cỡ trăm lần.
- Siêu tụ điện Nanoionic
- Siêu tụ điện Li ion (LIC)

Khả năng phóng nạp nhanh và chứa nhiều năng lượng hứa hẹn ứng dụng siêu tụ điện này trong giao thông để khai thác lại năng lượng hãm phanh (thắng), cung cấp năng lượng đỉnh đột xuất cho ô tô điện, tàu điện, tàu hoả nhanh,...